# 찰스 바크먼
찰스 윌리엄 찰리 바크먼(Charles William "Charlie" Bachman, 1924년 12월 11일 ~ 2017년 7월 13일)은 미국의 컴퓨터 과학자이다. 그는 특히 데이터베이스 분야에서 이룩한 공로로 잘 알려져 있다.

## 일대기
찰스는 1924년 캔자스주 맨해튼에서 태어났다. 그의 아버지 찰리 바크먼은 캔자스 주립 대학교의 미식축구 감독이었다. 그는 미시간주 이스트랜싱의 고등학교를 다녔다.
2차 세계대전에 그는 미군에 입대하여 1944년 3월부터 1946년 2월까지 사우스웨스트 퍼시픽 시어터(South West Pacific theatre)에서 복무했다. 그는 이곳에서 90밀리미터 총의 명중을 위해 발사 제어 컴퓨터를 이용하는 일을 맡게 되었다.
1946년 복역을 마치고 나서 그는 미시간 주립 대학교를 다니다가 1948년에 기계 공학 분야의 학사 학위를 받고 졸업했다. 그 뒤 펜실베니아 대학교에 다니기도 했다. 1950년에 그는 기계 공학 분야의 석사 학위를 받았다.